# Fonte de Neptuno
A fonte de Neptuno é uma fonte na cidade de Madrid, na Espanha. Foi desenhada por Ventura Rodríguez no ano de 1782, e construída entre 1780 e 1784 por Juan Pascual de Mena. É feita de mármore branco.